# Колуцци, Франческа Романа
Франческа Романа Колуцци (итал. Francesca Romana Coluzzi; 20 мая 1943 — 15 июля 2009) — итальянская актриса

.

## Биография
Родилась в Тиране, Албания, в итальянской семье, которая вскоре переехала в Италию в город Перуджа.
Когда она была подростком, во время танцевального конкурса твиста Франческу заметил Федерико Феллини, который предложил ей роль в фильме «8½». Колуцци отклонила это предложение, чтобы продолжить обучение, но тем не менее встреча с Феллини изменила ее жизнь, и она в конце концов решила уйти из университета, чтобы начать карьеру в кино.
В 1965 году она сыграла первую полноценную роль в фильме Лучио Фульчи «002 Операция Луна».
Известность получила после роли Азмары в фильме «Серафино» Пьетро Джерми 1969 года, где снялась вместе с Адриано Челентано. Через год она сыграла Тарсиллу в фильме Альберто Латтуади «Приходи к нам на чашку кофе», за что получила «Серебряную ленту» за лучшую роль второго плана и «Золотой глобус» в той же категории. В последующие годы Колуцци в основном играла в комедийных фильмах, где часто исполняла роли невыносимых и ревнивых жен. В 1985 году она основала в Риме театральный мастер-класс для детей («Associazione Culturale Minestrone d'arte»). Умерла в возрасте 66 лет от рака легких.